# Weeraphon Wichuma
Weeraphon Wichuma (thaï: วีรพล วิชุมา, RTGS: Wiraphon Wichuma, API : [wīː.rá.pʰōn wí.t͡ɕʰú.māː]), né le 10 août 2004, est un haltérophile thaïlandais,,.

## Biographie
Qualifié pour les Jeux olympiques d'été de 2024,, il remporte une médaille d'argent dans la catégorie des moins de 73 kg hommes, devenant ainsi le plus jeune compétiteur à y parvenir,.